# جانوران پرنده و بالبازرو

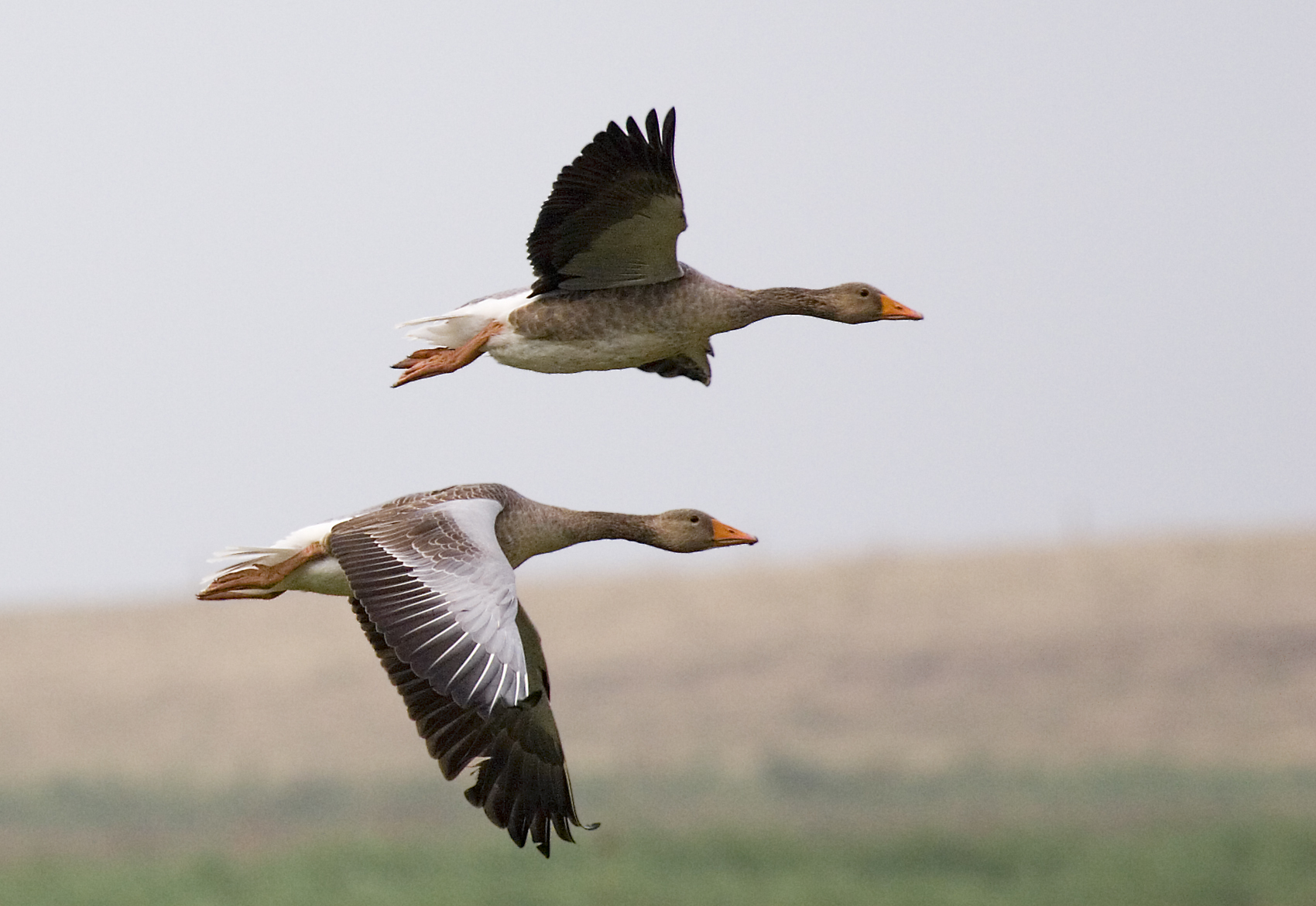
غازهای خاکستری (Anser anser). پرندگان یکی از چهار گروه رده‌بندی هستند که پروازهای نیرومند را تکامل داده‌اند.

شماری از جانوران توانایی حرکت هوایی را دارند، چه با نیروی پرواز یا با بالبازروی (Gliding). این صفت بارها و بدون هیچ اجداد مشترکی از طریق تکامل پدیدار شده‌است. پرواز حداقل چهار بار در جانوران به‌طور جداگانه تکامل یافته‌است: حشرات، پتروسورها، پرندگان و خفاش‌ها. بالبازروی و سُر خوردن در موارد بسیار بیشتری تکامل یافته‌است. معمولاً برای کمک به جانوران تاج‌پوش در رسیدن از درختی به درخت دیگر رشد یافته‌است، اگرچه احتمالات دیگری نیز وجود دارد. سُر خوردن، به‌ویژه، در میان جانوران جنگل‌های بارانی، به ویژه در جنگل‌های بارانی آسیا (در جایگاه ویژه‌تر برای بورنئو) که درختان بلند و با فاصله زیاد هستند، تکامل یافته‌است. چندین گونه از جانوران آبزی و تعداد کمی از دوزیستان و خزندگان نیز این توانایی پرواز و بالبازروی را معمولاً به عنوان وسیله‌ای برای فرار از شکارچیان، تکامل داده‌اند.

## انواع
جنبش هوایی (aerial locomotion) جانوران را می‌توان به دو دسته تقسیم کرد: نیرودار (powered) و بدون نیرو (unpowered). در حالت‌های حرکت بدون نیرو، جانور از نیروهای آیرودینامیکی استفاده می‌کند که بر اثر باد یا سقوط در هوا بر بدن اعمال می‌شود. در پرواز نیرودار، جانور از نیروی ماهیچه‌ای برای ایجاد نیروهای آیرودینامیکی برای بالا رفتن یا حفظ پرواز ثابت و هم‌سطح استفاده می‌کند. کسانی که می‌توانند هوایی را بیابند که سریع‌تر از سقوط آنها در حال افزایش است، می‌توانند با اوج گرفتن ارتفاع بگیرند.

## نگارخانه

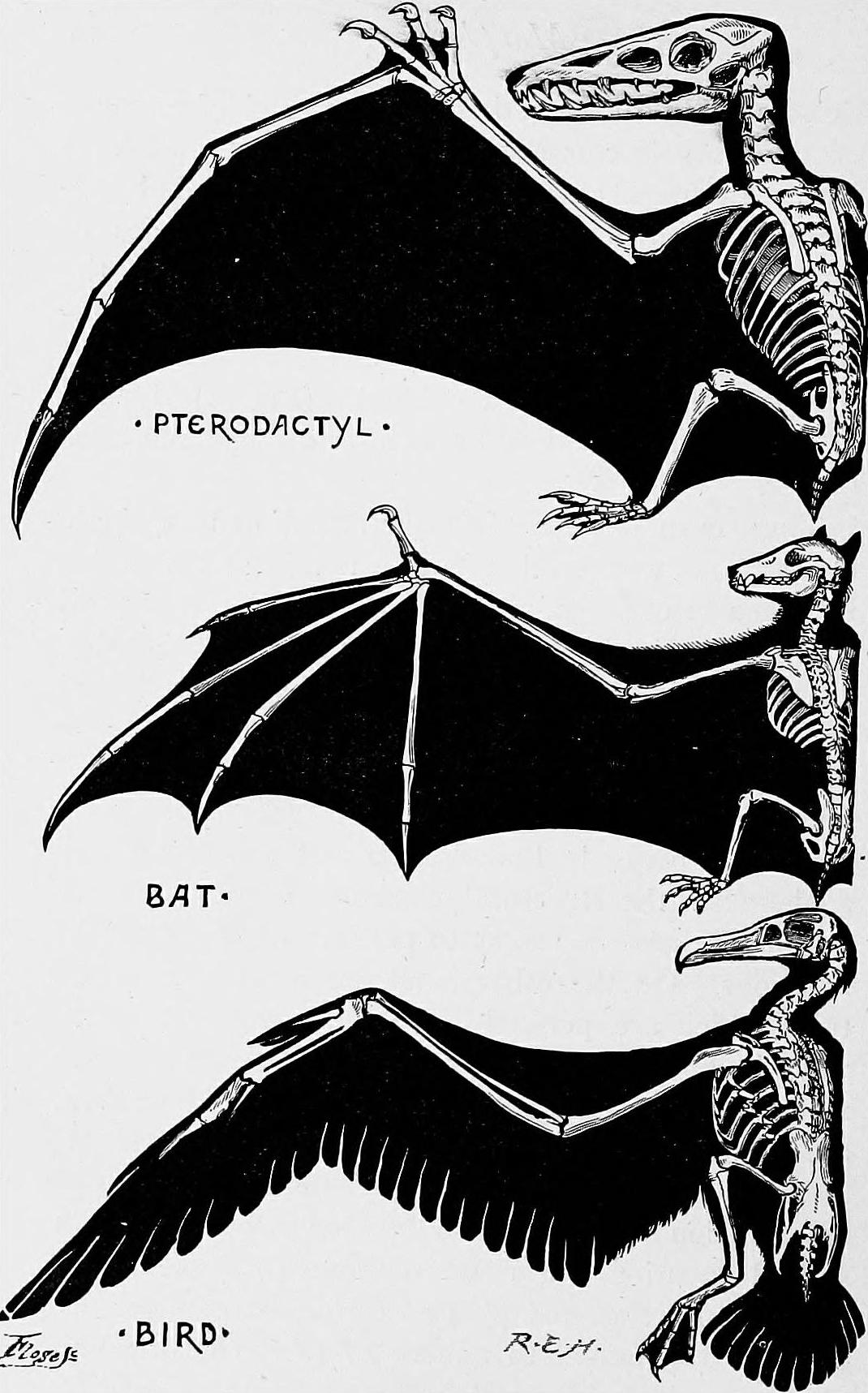
سازگاری‌های مشابه پرواز در مهره‌داران:   1. pterosaur (Pterosauria) 2. bat (Chiroptera) 3. bird (Aves)
مقایسه Quetzalcoatlus northropi با هواپیمای سبک سسنا ۱۷۲
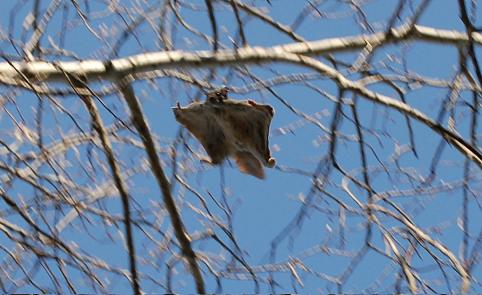
سنجاب پرنده هوابرد.
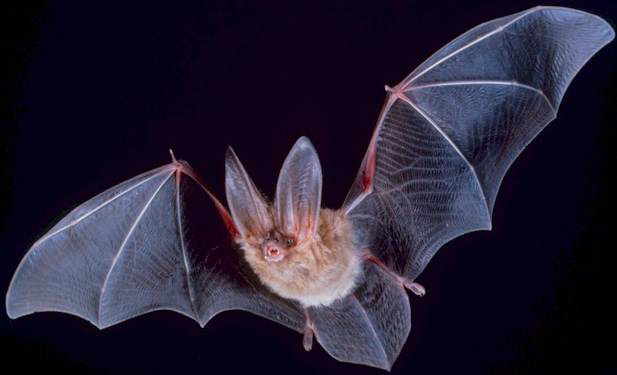
خفاش گوش‌بزرگ تاونسندز (Corynorhinus townsendii) که «بال دستی» را نشان می‌دهد.
پتروسورها در زمرهٔ بزرگ‌ترین جانوران پرنده شناخته‌شده بودند
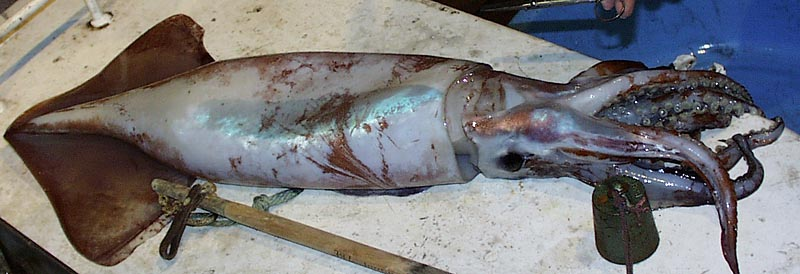
ماهی‌مرکب پرنده نئونی
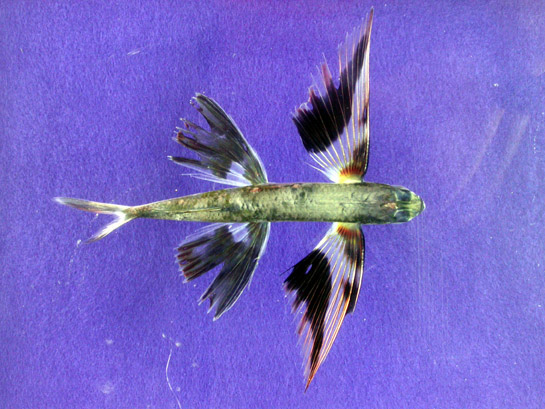
ماهی پرنده بال‌نواری با باله‌های سینه‌ای بزرگ‌شده